# (37588) Lynnecox
(37588) Lynnecox ist ein Asteroid des Hauptgürtels, der am 15. April 1991 von der US-amerikanischen Astronomin Carolyn Shoemaker und ihrem kanadischen Kollegen David H. Levy am Palomar-Observatorium (IAU-Code 675) in Kalifornien entdeckt wurde.
(37588) Lynnecox wurde am 19. September 2005 nach der US-amerikanischen Langstreckenschwimmerin und Buchautorin Lynne Cox (* 1957) benannt, die als erste Person die Magellanstraße an der Südspitze Chiles durchschwamm.